# الحرية الفكرية والدينية: رؤية إسلامية جديدة
الحرية الفكرية والدينية: رؤية إسلامية جديدة كتاب ليحيى رضا جاد أصدرته المكتبة المصرية اللبنانية عام 2013.
يتعرض الكتاب إلى عدد من الموضوعات. منها حرية الرأي والتعبير، من حيث أن حرية الإنسان تقع دائما ضمن المشيئة ولو خالفت رضا الخالق والحرية الدينية. ومنها موضوع المرتد عن الإسلام والحكم الشرعي، وفرق المؤلف في هذا الجزء بين الإطار التاريخي القديم الذي عولجت من خلاله قضية المرتدين، والإطار الحالي، مؤكدا أن المرتد قديما كان دوما مقترنا اقترانا ميكانيكيا بعداوته للإسلام ومحاربته له أيضا.

## الفصول
ويدور الكتاب حول خمسة فصول:

### الأول
يناقش الفصل الأول التصور الإسلامي للوجود، الذي عده الكاتب قائما على حقيقتين أساسيتين: وحدانية الخالق وتعددية الخلق، ما بين تعددية في الأجناس والعناصر والأعراق والألسنة والدين والثقافة، فضلا عن التعددية الفقهية.

### الثاني
فيتناول الفصل الثاني ضبط المصطلحات والمفاهيم والمضامين المتعلقة بالحرية الدينية، ويشدد فيه المؤلف على أن الحرية الدينية الكاملة، هي أن يكون الإنسان آمنا في إظهاره لمعتقده وفي دفاعه عنه وفي دعوته إليه وفي حصوله على حقوقه بالسوية مع غيره من أهل المعتقدات الذين يعيش معهم.

### الثالث
يستعرض الفصل الثالث من الكتاب التصور والتأصيل الإسلامي لحرية الرأي والتعبير والمقارنة بين رقابة السلطة ورقابة المجتمع. إذ يعتقد الكاتب أن الحرية هي المكنة العامة التي قررها الشرع للأفراد على السواء، أو تلك التي قررها الأفراد باختيارهم الالتزام بالشرع، تمكينا لهم من التصرف على خيرة من أمرهم، من دون الإضرار بالنفس أو بالغير، فردا كان أو مجتمعا.

### الرابع
يتناول الفصل الرابع ضبط المصطلحات والمفاهيم المتعلقة بحرية التعبير وضوابطها الشرعية، التي تتضمن عدم الإساءة للغير وحفظ مصلحة المجتمع (أي أن الحريات تقف عند حدود الضوابط المجتمعية بحيث لا يترتب عليها إضرار عمدي بأحد أو إخلال عملي بنظام قائم بالفعل. ويتناول الفصل ذاته جملة من الضوابط التي تحدد الحوار الاختلافي النقدي. وحدد الكاتب فيها الضوابط الصارفة لآفة العنف وتلك الصارفة لآفة الخلاف والضوابط الصارفة لآفة الفرقة.

### الخامس
في الفصل الأخير، يرصد المؤلف إشكالية عقوبة المرتد. ويدرس ذلك من حيث الردة المحضة، أي تغيير الإنسان لعقيدته، وما بني عليها من فكر وتصور وسلوك. ولم يقرن فعله هذا بالخروج عن الجماعة وسلوكياتها ونظمها، إنما نسب تغيير موقفه العقدي إلى عوامل الشك في عقيدته. كما يتناول المؤلف قضية فكرة التعددية في الإسلام، على اعتبار كونها تعددية حكمها الشرعي، أنها من آيات الله.

## الملحق
ذيل الكتاب دراسته بملحق عن تطبيق الشريعة بين آلية الضبط القانوني وآلية الضبط الاجتماعي، وبين دور السلطتين التشريعية والتنفيذية في هذا الإطار، مستعرضا أيضا دور الأمة والمجتمع والدعوة في رؤية إسلامية جديدة قائمة على كون الأمة هي الأساس.